# Norwood (Misuri)
Norwood es una ciudad ubicada en el condado de Wright en el estado estadounidense de Misuri. En el Censo de 2010 tenía una población de 665 habitantes y una densidad poblacional de 160,37 personas por km².

## Geografía
Norwood se encuentra ubicada en las coordenadas 37°6′26″N 92°25′8″O / 37.10722, -92.41889. Según la Oficina del Censo de los Estados Unidos, Norwood tiene una superficie total de 4.15 km², de la cual 4.15 km² corresponden a tierra firme y (0%) 0 km² es agua.

## Demografía
Según el censo de 2010, había 665 personas residiendo en Norwood. La densidad de población era de 160,37 hab./km². De los 665 habitantes, Norwood estaba compuesto por el 96.09% blancos, el 0.9% eran afroamericanos, el 0.9% eran amerindios, el 0% eran asiáticos, el 0% eran isleños del Pacífico, el 0.15% eran de otras razas y el 1.95% pertenecían a dos o más razas. Del total de la población el 1.35% eran hispanos o latinos de cualquier raza.